# Mario Abdo Benítez
Mario Abdo Benítez (Asunción, Paraguay; 10 de noviembre de 1971) es un político paraguayo que ejerció como el 51.er presidente de la República de Paraguay desde el 15 de agosto de 2018 hasta el 15 de agosto de 2023. Miembro del Partido Colorado; antes de ser presidente fue senador de 2013 a 2018, donde ejerció también como presidente del Senado entre 2015 y 2016.

## Biografía
Nació en la ciudad de Asunción el 10 de noviembre de 1971, es hijo de Mario Abdo Benítez de ascendencia libanesa, y Ruth «Manón» Benítez Perrier. Heredó de su padre una enorme fortuna personal.
Inició su formación académica en el Colegio San Andrés (1976-1989), donde los nietos de Alfredo Stroessner fueron sus compañeros de aula, y GED Test USA (1989), donde culminó su primaria y secundaria. Completó sus estudios universitarios en la Teikyo Post University de Waterbury, Connecticut, Estados Unidos, obteniendo un título de licenciado en marketing.
En 1989 se unió a las Fuerzas Armadas de Paraguay, obteniendo el título de subteniente de Reserva de Aviación y, a su vez, fue nombrado por el Comando de Aeronáutica como paracaidista militar.
Estuvo casado con Fátima María Díaz Benza (c. 1990), con quien tuvo dos hijos: Mario y Santiago. Luego se divorció y se volvió a casar con Silvana López Moreira, hija de una familia de la alta sociedad de Asunción, en 2007, con quien tiene un hijo: Mauricio.

## Carrera política temprana
Sus primeros pasos en la política fueron en 2005 como miembro del movimiento Reconstrucción Nacional Republicana. Luego fue miembro del movimiento Paz y Progreso y fue nombrado vicepresidente del Partido Colorado en 2005. En junio de 2015, fue elegido presidente del Senado de Paraguay.
Abdo Benítez ha sido criticado por su relación con la dictadura militar de Alfredo Stroessner, ya que su padre, Mario Abdo, fue el secretario privado de Stroessner. Cuando Stroessner murió en 2006, propuso que la Junta de Gobierno del Partido Colorado le rindiera tributo. Abdo Benítez ha afirmado que Stroessner «hizo mucho por el país», aunque también aclaró que no comparte la violación de los derechos humanos, las torturas y las persecuciones cometidos durante el régimen.

## Presidencia de la República (2018-2023)

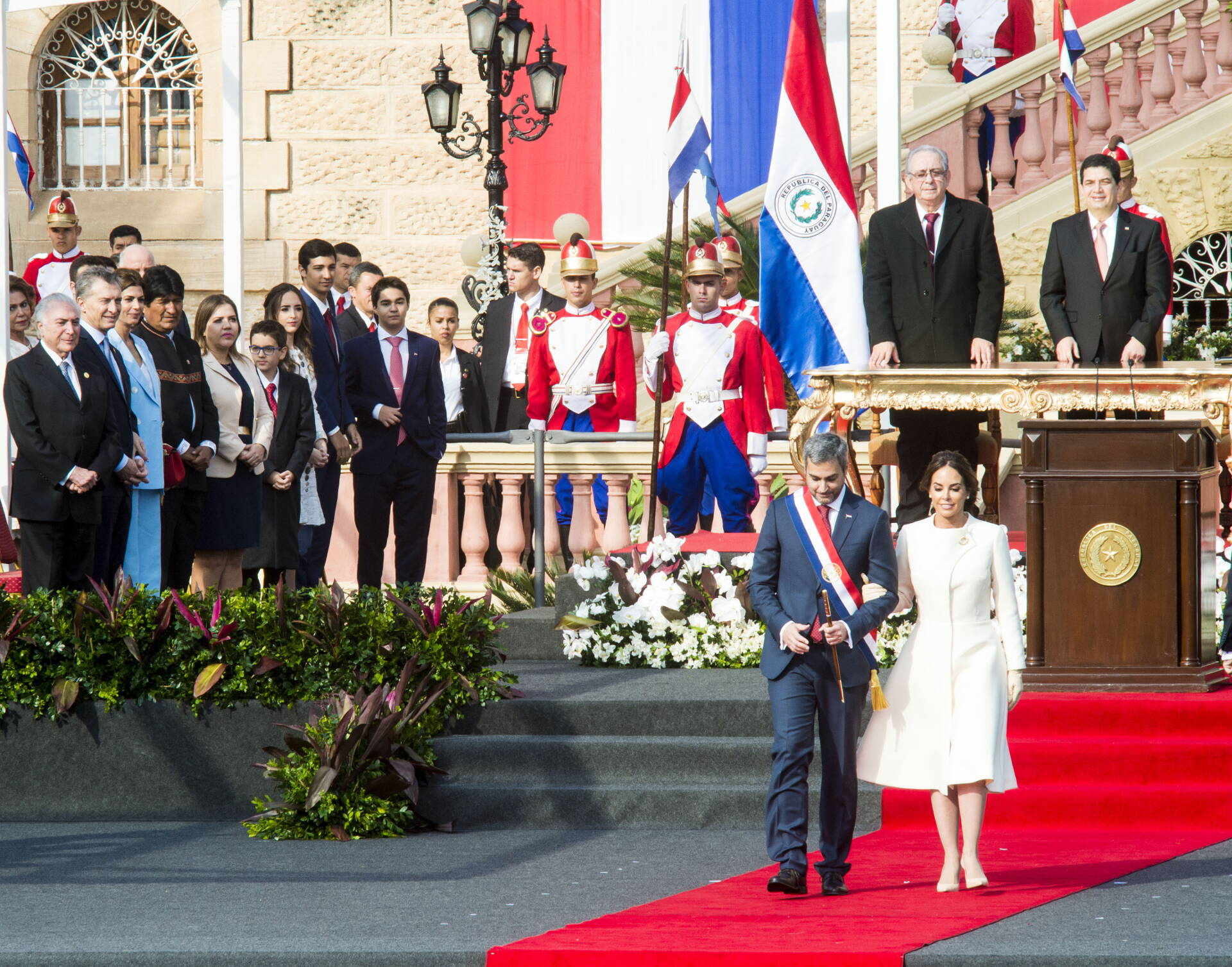
Abdo Benítez junto a Silvana López Moreira durante la ceremonia de asunción.

### Elección
En diciembre de 2017, Abdo Benítez ganó las primarias presidenciales del Partido Colorado al derrotar al exministro de Hacienda Santiago Peña con 570 921 votos (51,01 %) en comparación con 483 615 (43,23 %) de Peña. En abril de 2018, Abdo Benítez ganó las elecciones generales al derrotar con el 46,46 % de los votos a los 43,03 % de Efraín Alegre. A los 46 años, era el presidente más joven desde el golpe de Estado de Stroessner, a los 41 años, en 1954.
En 2019, a un año de asumir el gobierno, contaba con elevados índices de desaprobación a su gestión, un 69,3 % según un trabajo del Centro de Investigación y Estudios Socioeconómicos (CIES).
En junio de 2022, el 81% de los encuestados valora negativamente al presidente Mario Abdo Benítez. Por otro lado, un 70,3% de los encuestados consideran que Paraguay "requiere cambios profundos", un 19,4% piensa que Paraguay necesita estabilidad y un 9,5% cree que el país requiere de cambios moderados.

### Economía
En materia económica, el gobierno de Abdo Benítez ideó una reforma tributaria que fue tratada en el Congreso, modificada y aprobada en septiembre de 2019. Esta reforma implicó la creación de un impuesto a los dividendos y utilidades (IDU), con tasas del 8 y 15 %; la creación del impuesto a la renta empresarial (IRE) que unifica el Iracis y el Iragro, con una tasa del 10 %; y la separación de rentas para liquidar el impuesto a la renta personal (IRP), con tasas progresivas del 8 al 10 %. También se dispuso una reducción de las tasas máximas del impuesto selectivo al consumo (ISC) para el tabaco, las gaseosas y las bebidas alcohólicas. Además se creó el impuesto a la renta para no residentes (IRNR) con un arancel del 15 %; se eliminaron las devoluciones del impuesto al valor agregado (IVA) a las agroexportadoras y se creó un régimen simplificado (Resimple) para pequeños contribuyentes. Con la aprobación de esta ley el gobierno pretende aumentar la recaudación en un 0,7 % del PIB.
En 17 de mayo de 2019, Abdo Benítez promulgó la Ley 6286 de «Defensa, Restauración y Promoción de la Agricultura Familiar Campesina». Esta ley define lo que se entiende como agricultura familiar, garantiza su promoción y crea entes de participación para los campesinos. En su discurso frente al congreso Abdo declaró que “Impulsamos el trabajo de los pequeños productores otorgando asistencia técnica a más de 77 000 familias pertenecientes a la agricultura familiar y comunidades indígenas”. Además mencionó que se realizaron transferencias directas por 100 millones de dólares a la agricultura familiar.
En 2019 la economía del país entró en recesión al caer durante dos trimestres seguidos (2,1 % en enero-marzo y 2,0 en abril-junio). La caída se dio principalmente por los menores desempeños de la agricultura, la manufactura, la construcción y la generación de energía eléctrica.

### Educación y ciencia
El gobierno de Abdo continuó con el proyecto de jornada extendida que comenzó hacia finales del gobierno de Horacio Cartes a partir de un convenio de cooperación con el Banco Interamericano de Desarrollo (BID) para llevar la jornada de 4 a 8 horas en 660 escuelas. En 2019 se anunció que en los siguientes años se agregarían 100 escuelas más al plan. En noviembre Catar dona 10 millones de dólares para el proyecto.
En julio de 2019, Abdo declaró que se invirtieron más de 14 500 millones de guaraníes en la compra de 166 aulas prefabricadas para más de 100 escuelas.
En diciembre de 2019 nombró al frente del Consejo Nacional de Ciencia y Tecnología (Conacyt) al empresario Eduardo Felippo. La decisión fue duramente criticada por la comunidad científica nacional debido a que Felippo no proviene de la academia.

### Salud

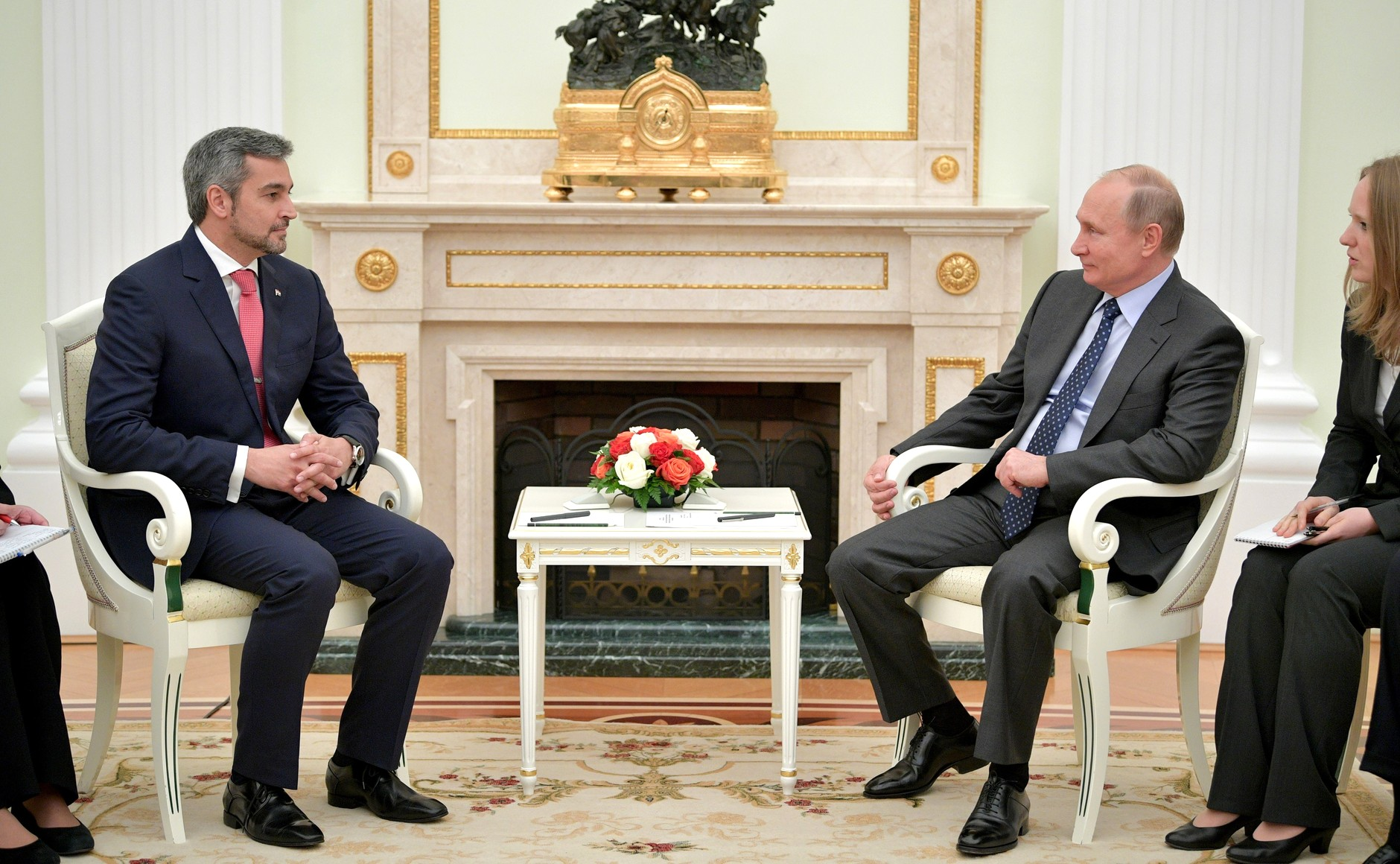
Abdo con el presidente de Rusia Vladímir Putin, junio de 2018.

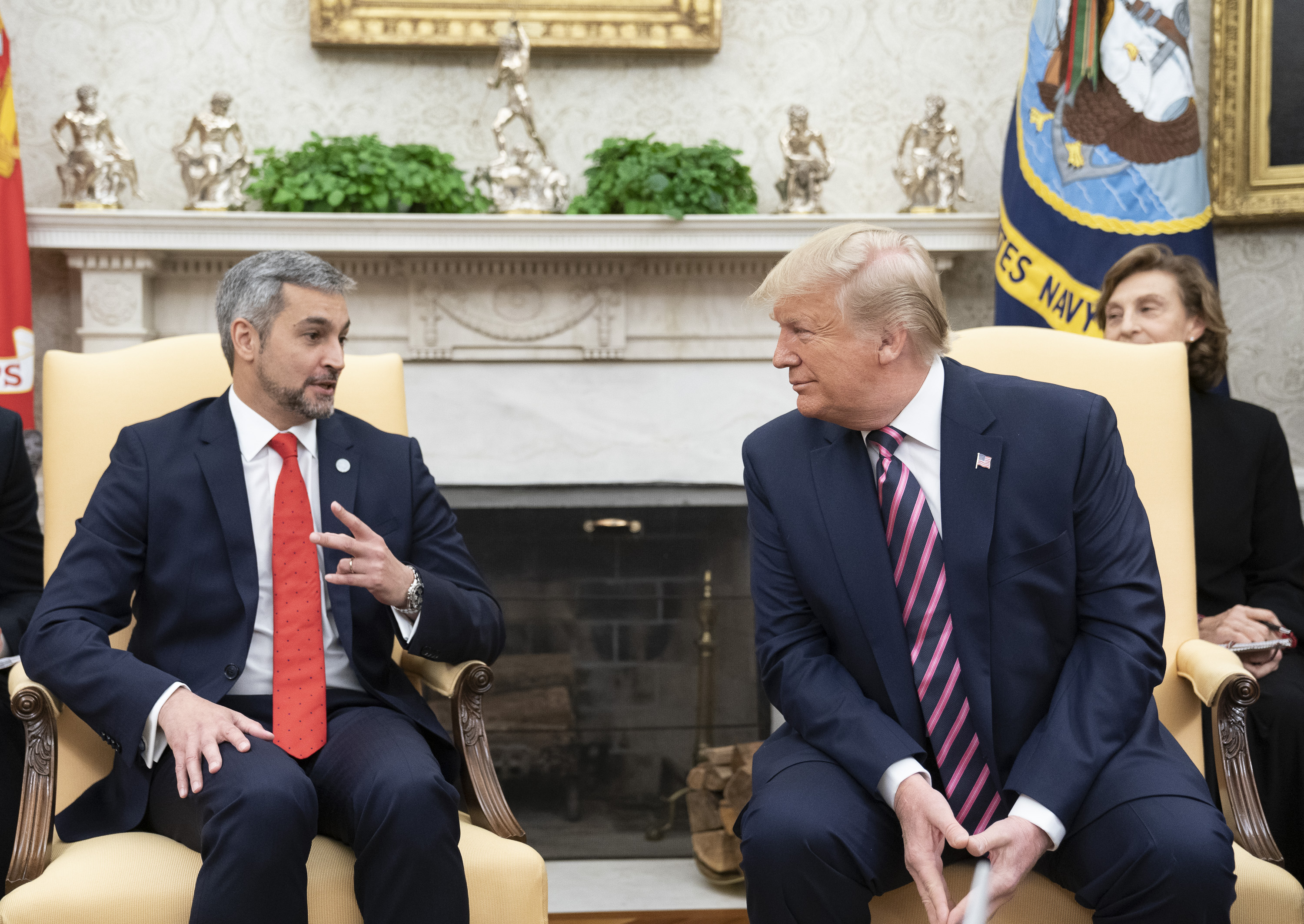
Con el presidente de los EE. UU. Donald Trump, diciembre de 2019.

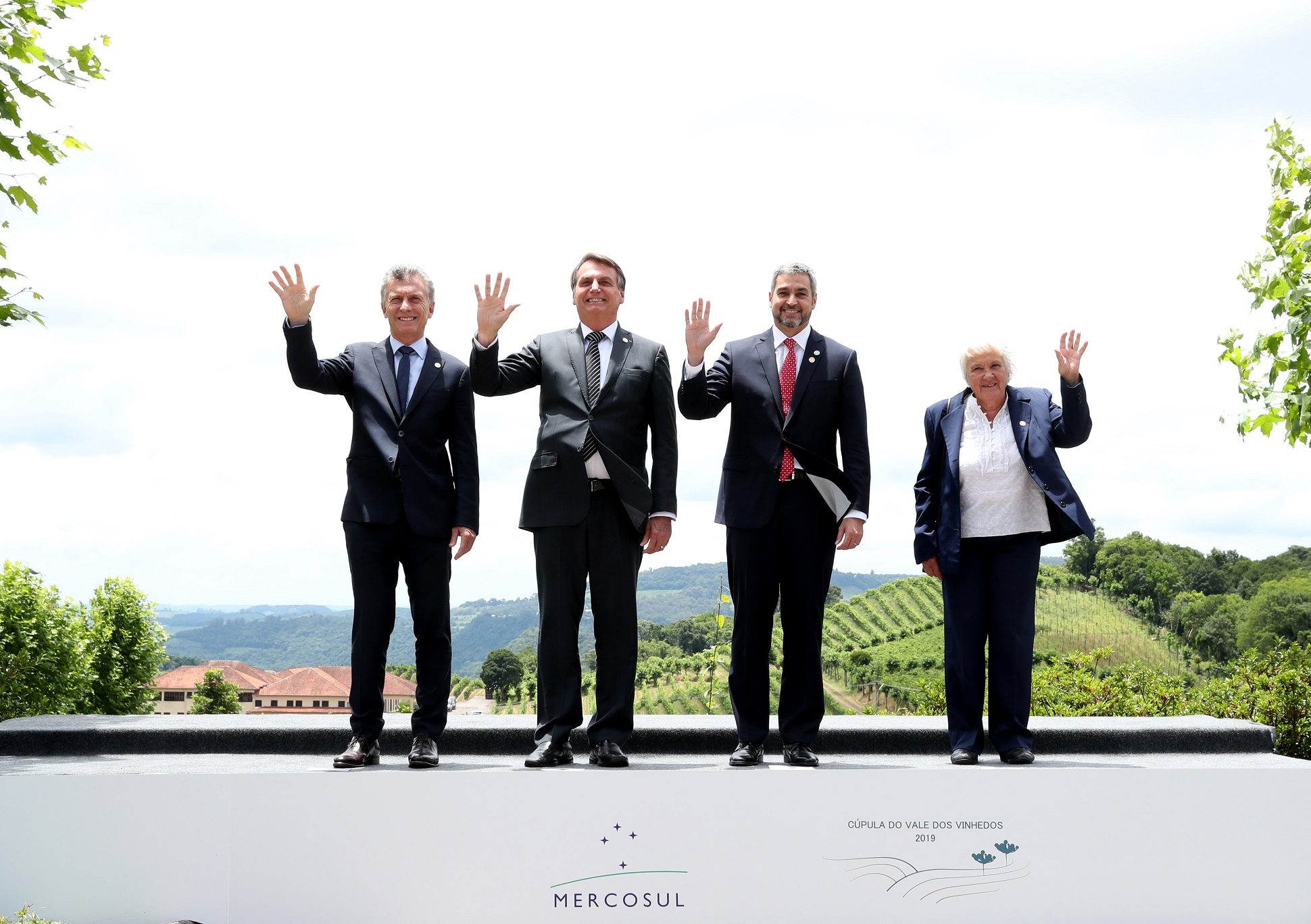
Reunión con los miembros del Mercosur.

En un discurso frente al Congreso en julio de 2019, Abdo declaró:

“En lo que va del año hemos mejorado la infraestructura de 38 unidades de salud familiar y tenemos más de 40 en construcción, anticipando más de 100 unidades de salud familiar para finales del 2019 en territorios ya cubiertos e iniciando la instalación en otros donde aún no hay servicios de salud. Esta inversión alcanzará aproximadamente 88 mil millones de guaraníes hasta el final del año”

Además mencionó que se aumentó la capacidad de terapia intensiva con 94 camas adicionales. Se anunció la construcción de nuevos hospitales: Hospital del Trauma de Coronel Oviedo, el Hospital del Sur, el Hospital Cardiológico, el nuevo Hospital Barrio Obrero y hospitales distritales como: Caaguazú, Curuguaty y San Juan Nepomuceno.

### Energía
El 24 de mayo de 2019, Abdo firmó un acuerdo con Brasil sobre la represa de Itaipú, la mayor del mundo por volumen de energía producida. El acuerdo determina un cronograma para la compra de energía a la hidroeléctrica binacional hasta 2022. Como consecuencia de esto Paraguay tendría que enfrentar un sobrecosto de 200 millones de dólares por el reparto de los excedentes de producción de la represa. El acuerdo fue duramente criticado por la oposición al entender que se trata de una cesión de soberanía. La oposición en el congreso intentó conseguir los votos para promover el juicio político al presidente. Finalmente en agosto el gobierno declaró que anulaba el acuerdo con Brasil.

### Infraestructura
En julio de 2019, durante un discurso frente al Congreso, Abdo señaló que se agilizaría el plan de infraestructura por un monto total de 1100 millones de dólares.
En octubre de 2019 se aprobó la toma de dos créditos del BID para obras públicas. El primero, de USD 300 millones, se destinará a la construcción de la franja costera de Pilar, el puente que unirá Asunción con Chaco’i, y del Hospital del Sur, en Itapúa, entre otros. El segundo préstamo, por USD 100 millones, será destinado al programa de rehabilitación de viviendas en el Bañado Sur, para unas 1500 familias.
En 2019 comenzó la construcción del puente entre Brasil y Paraguay en la Triple Frontera que unirá las ciudades de Presidente Franco y Foz do Iguaçu.

### Justicia
En septiembre de 2018 se anunciaron las ternas para ocupar las dos vacantes que existían en la Corte Suprema. La primera estaba compuesta por Manuel Ramírez Candia, Alberto Martínez Simón y María Elodia Almirón; mientras que la segunda estaba integrada por Eugenio Jiménez Rolón, Marcos Köhn Gallardo y Rubén Darío Romero. En octubre de 2018 Abdo promulgó las desginaciones de Manuel Ramírez Candia y Eugenio Jiménez Rolón, quienes fueron nombrados por el Senado.
Mediante la ley 6299/2019, promulgada el 2 de mayo de 2019, se dispuso que las sesiones del Jurado de Enjuiciamiento de Magistrados, el Consejo de la Magistratura y la Corte Suprema deben transmitirse en vivo y las decisiones de sus miembros deben estar fundamentadas. La ley comenzó a aplicarse ese mismo mes.

### Seguridad
En octubre de 2018, las fuerzas de seguridad paraguayas frustraron dos intentos de liberar al narcotraficante brasileño Marcelo Pinheiro Veiga, alias "Marcelo Piloto", líder local de la banda criminal brasileña Comando Vermelho. Los planes incluían la utilización de un coche bomba y armas de guerra.
En noviembre de 2018, Mario Abdo Benítez destituyó a la cúpula de la policía después de que Pinheiro asesinó a una joven de 18 años, Lidia Meza Burgos, de 16 puñaladas durante una visita de ella a su celda en prisión. El vicejefe de la Policía Nacional, Luis Cantero, fue acusado de aceptar un soborno de USD 70 000. Según el ministro del Interior, en ese entonces, Juan Ernesto Villamayor, el motivo del asesinato fue evitar su extradición a Brasil, ya que tendría que ser procesado en Paraguay por el asesinato de la joven. Sin embargo, Pinheiro fue expulsado al Brasil.
En 2019, Abdo anunció que se habían entregado 150 motocicletas, 200 patrulleras y 526 pistolas glock nuevas a la Policía Nacional, además del ingreso de 115 nuevos agentes al Grupo Lince. Asimismo, declaró que se construirían tres nuevas cárceles: dos en Emboscada y una en Minga Guazú. Para el 18 enero del año 2022, la construcción de esta última se encuentra en un 98% de avance general.

### Política exterior

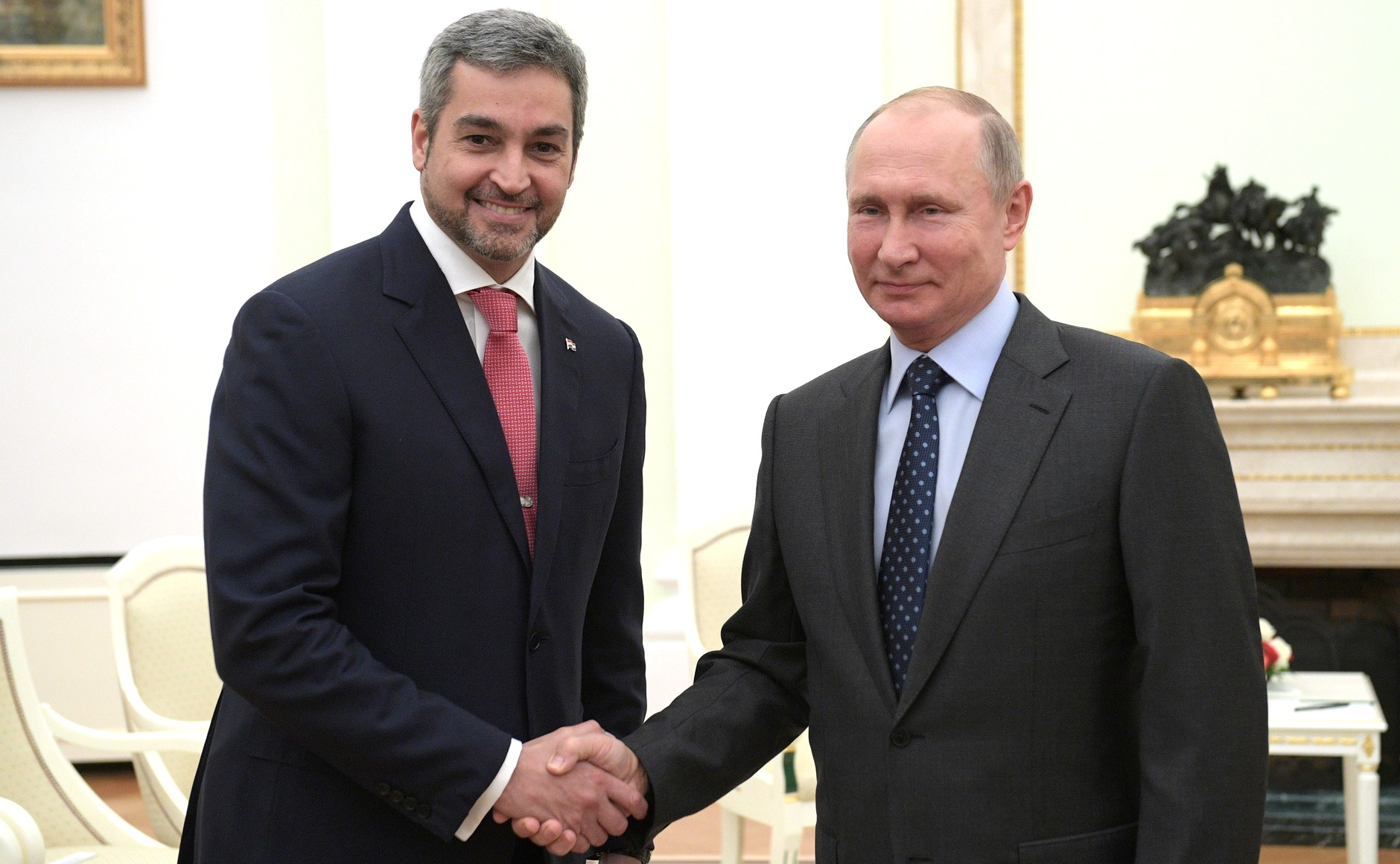
Abdo y Putin, en 2018.

En septiembre de 2018, anuló la decisión de su predecesor, Horacio Cartes, de transferir la embajada paraguaya de Tel Aviv a Jerusalén, declarando que había tomado esta decisión creyendo que «contribuiría a la intensificación de los esfuerzos diplomáticos regionales e internacionales para lograr una paz amplia, justa y duradera en el Medio Oriente». Esta decisión provocó tensiones con el gobierno israelí, que en respuesta, cerró su embajada en Paraguay.
En enero de 2019, Paraguay rompió relaciones diplomáticas con Venezuela, en medio de la crisis causada por la investidura de Nicolás Maduro para un nuevo mandato como presidente de Venezuela. En esa crisis, Abdo Benítez expresó su apoyo a Juan Guaidó y semanas más tarde lo recibió en el palacio presidencial.
Se considera cercano a los Estados Unidos en cuestiones de política exterior. En 2021, el Partido Colorado bloqueó en el Senado un proyecto de ley presentado por la oposición para abrir relaciones diplomáticas con China con el fin de obtener ayuda sanitaria contra el Covid-19. El Paraguay sólo mantiene relaciones oficiales con Taiwán.

## Gabinete de Mario Abdo
El 15 de agosto de 2018 juraron los ministros del gabinete de Mario Abdo:
| Jefatura de Gabinete y Ministerios del Gobierno de Mario Abdo Benítez | Jefatura de Gabinete y Ministerios del Gobierno de Mario Abdo Benítez | Jefatura de Gabinete y Ministerios del Gobierno de Mario Abdo Benítez | Jefatura de Gabinete y Ministerios del Gobierno de Mario Abdo Benítez |
| Cartera                                                               | Titular                                                               | Período                                                               | Período                                                               |
| Cartera                                                               | Titular                                                               | Inicio                                                                | Fin                                                                   |
| --------------------------------------------------------------------- | --------------------------------------------------------------------- | --------------------------------------------------------------------- | --------------------------------------------------------------------- |
| Unidad de Gestión                                                     | Carmen Marín                                                          | 8 de marzo de 2021                                                    | En el cargo                                                           |
| Ministerio de Hacienda                                                | Oscar Llamosas Diaz                                                   | 29 de octubre de 2020                                                 | En el cargo                                                           |
| Ministerio de Relaciones Exteriores                                   | Rubén Ramírez Lezcano                                                 | 15 de agosto de 2023                                                  | En el cargo                                                           |
| Ministerio del Interior                                               | Federico González Franco                                              | 22 de febrero de 2022                                                 | En el cargo                                                           |
| Ministerio de Salud Pública y Bienestar Social                        | Julio Borba                                                           | 5 de marzo de 2021                                                    | En el cargo                                                           |
| Ministerio de la Mujer                                                | Celina Esther Lezcano                                                 | 9 de marzo de 2021                                                    | En el cargo                                                           |
| Ministerio de Justicia                                                | Cecilia Pérez Rivas                                                   | 13 de noviembre de 2019                                               | En el cargo                                                           |
| Ministerio de Trabajo, Empleo y Seguridad Social                      | Carla Bacigalupo                                                      | 15 de agosto de 2018                                                  | En el cargo                                                           |
| Ministerio de Obras Públicas y Comunicaciones                         | Rodolfo Segovia                                                       | 17 de agosto de 2022                                                  | En el cargo                                                           |
| Ministerio de Agricultura y Ganadería                                 | Moisés Bertoni                                                        | 1 de septiembre de 2020                                               | En el cargo                                                           |
| Ministerio de Industria y Comercio                                    | Luis Castiglioni                                                      | 11 de noviembre de 2020                                               | En el cargo                                                           |
| Ministerio de Defensa Nacional                                        | Bernardino Soto Estigarribia                                          | 15 de agosto de 2018                                                  | En el cargo                                                           |
| Ministerio de Educación y Ciencias                                    | Nicolás Zárate                                                        | 14 de marzo de 2022                                                   | En el cargo                                                           |
| Ministerio de Desarrollo Social                                       | Cayo Cáceres                                                          | 31 de enero de 2023                                                   | En el cargo                                                           |
| Ministerio del Ambiente y Desarrollo Sostenible                       | Cesar Oviedo Verdún                                                   | 29 de agosto de 2018                                                  | En el cargo                                                           |
| Ministerio de Urbanismo, Vivienda y Hábitat                           | Carlos Alberto Pereira                                                | 2 de noviembre de 2020                                                | En el cargo                                                           |
| Ministerio de Tecnologías de la Información y Comunicación            | Fernando Saguier                                                      | 10 de marzo de 2021                                                   | En el cargo                                                           |
| Ministerio de la Niñez y la Adolescencia                              | Teresa Martínez Acosta                                                | 15 de agosto de 2018                                                  | En el cargo                                                           |

## Posmandato
«Quiero anunciar que enviaré una nota al presidente del Congreso, solicitando mi desafuero a efectos de que el Senado me retire la inmunidad de senador vitalicio.»
—Mario Abdo Benítez (12 de marzo de 2025).
El 12 de marzo de 2025, Abdo anunció que solicitaría su desafuero como senador vitalicio al Congreso de Paraguay para poder enfrentar a la justicia por una supuesta implicación en filtración de datos de la Secretaría de Prevención de Lavado de Dinero o Bienes (Seprelad).

## Honores
Recibió la Orden de Jade Brillante de manos de la presidente de la República de China, Tsai Ing-wen, en octubre de 2018. Durante la ceremonia, Tsai mencionó el papel que tuvo el padre de Abdo Benítez en el gobierno de Alfredo Stroessner, que estableció relaciones bilaterales.
El 24 de abril de 2022, Abdo recibió de manos del presidente de Colombia, Iván Duque Márquez, quien le entregó la Condecoración República de Colombia con la Orden de Boyacá, en el grado de Gran Collar, (la máxima condecoración de Colombia).

«La Gran Cruz de Boyacá, en su mayor grado, con el collar de oro a uno de los más férreos defensores de la democracia, de las libertades y de la iniciativa privada en toda la región»
—Iván Duque Márquez, en el acto de entrega de condecoración a Mario Abdo Benítez.